# 纤茎堇菜
纤茎堇菜（学名：Viola tenuissima）为堇菜科堇菜属的植物，为中国的特有植物。分布在中国大陆的云南、四川等地，生长于海拔2,900米至3,700米的地区，一般生长在山地林下及阴湿处岩缝中，目前尚未由人工引种栽培。